# 古内茶
古内茶（ふるうちちゃ）は、茨城県東茨城郡城里町古内地区で生産される茶。

## 歴史
古内茶の起源は、江戸時代、水戸藩の2代藩主、徳川光圀が古内地区にある清音寺で栽培されていた、茶の木で作った茶を飲み、そのおいしさに感心し、その木を元に古内地区に広めたのが始まりとされる。通例、諸大名は参勤交代したが、水戸藩はその例外で、「定府」といって、常に江戸に住んでいた。1690年に隠居した光圀は水戸へ帰り、その後、藩内各地を丹念に見て回った、と伝えられている。

## 概要
古内地区は、上古内と下古内に分かれ、とくに上古内地区に茶畑が広がっている。古内地区は、良質の煎茶を作ることで定評があり、その味は、特別な特徴があるわけではなく、日本茶の標準的なものと考えて差し支えない。茶の木は、古内地区の斜面にあって、一日の寒暖差が比較的大きく、朝、霧が発生するのが、良質の茶を生産する理由となっている。